# 黄长春
黄长春（1934年—），男，四川岳池人，中国天体物理学家，曾任中国科学院紫金山天文台研究员，中国天文学会秘书。